# Sri-lankische Frauen-Cricket-Nationalmannschaft in Pakistan in der Saison 2022
Die Tour der sri-lankischen Frauen-Cricket-Nationalmannschaft nach Pakistan in der Saison 2022 fand vom 24. Mai bis zum 5. Juni 2022 statt. Die internationale Cricket-Tour war Bestandteil der Internationalen Cricket-Saison 2022 und umfasste drei WODIs und drei WTwenty20. Die WODIs sind Teil der ICC Women’s Championship 2022–2025. Pakistan gewann die WODI-Serie 2–1 und die WTwenty20-Serie 3–0.

## Vorgeschichte
Für beide Teams war es die erste Tour der Saison. Das letzte Aufeinandertreffen der beiden Mannschaften bei einer Tour fand in der Saison 2017/18 in Sri Lanka statt.

## Stadion
Das folgende Stadion wurde für die Austragung der Tour ausgewählt.
| Stadion                       | Stadt   | Kapazität | Spiele                     |
| ----------------------------- | ------- | --------- | -------------------------- |
| Southend Club Cricket Stadium | Karachi | 10.000    | 1. – 3. WODI; 1. – 3. WT20 |

## Kaderlisten
Sri Lanka benannte seine Kader am 11. Mai 2022.
Pakistan benannte seine Kader am 18. Mai 2022.
| WODI | WODI | WTwenty20 | WTwenty20 |
| Pakistan | Sri Lanka | Pakistan | Sri Lanka |
| --- | --- | --- | --- |
| - Bismah Maroof (K) - Aiman Anwer - Aliya Riaz - Anam Amin - Diana Baig - Fatima Sana - Ghulam Fatima - Gull Feroza - Muneeba Ali - Nida Dar - Omaima Sohail - Sadaf Shamas - Sadia Iqbal - Sidra Ameen - Sidra Nawaz | - Chamari Athapaththu (K) - Nilakshi de Silva - Kavisha Dilhari - Imesha Dulani - Ama Kanchana - Hansima Karunaratne - Achini Kulasuriya - Sugandika Kumari - Harshitha Madavi - Sachini Nisansala - Udeshika Prabodhani - Hasini Perera - Oshadi Ranasinghe - Inoka Ranaweera - Anushka Sanjeewani - Prasadani Weerakkody | - Bismah Maroof (K) - Aiman Anwer - Aliya Riaz - Anam Amin - Ayesha Naseem - Diana Baig - Fatima Sana - Gull Feroza - Iram Javed - Kainat Imtiaz - Muneeba Ali - Nida Dar - Omaima Sohail - Sadia Iqbal - Tuba Hassan | - Chamari Athapaththu (K) - Nilakshi de Silva - Kavisha Dilhari - Imesha Dulani - Ama Kanchana - Achini Kulasuriya - Sugandika Kumari - Harshitha Madavi - Sachini Nisansala - Udeshika Prabodhani - Hasini Perera - Oshadi Ranasinghe - Inoka Ranaweera - Anushka Sanjeewani - Prasadani Weerakkody |

## Women’s Twenty20 International

### Erstes WTwenty20 in Karachi
| 24. Mai Scorecard | Karachi | Sri Lanka 106-8 (20)           | – | Pakistan 107-4 (18.2) |
|                   |         | Pakistan gewinnt mit 6 Wickets |   |                       |

Sri Lanka gewann den Münzwurf und entschied sich, als Schlagmannschaft zu beginnen. Nachdem die Eröffnungs-Batterinnen früh ausschieden, konnten Harshitha Madavi und Anushka Sanjeewani eine Partnerschaft aufbauen. Sanjeewani schied nach 16 Runs aus und wurde durch Nilakshi de Silva ersetzt. Korz darauf verlor auch Madavi ihr Wicket nach 25 Runs und da sich keine weitere Spielerin etablieren konnte, war de Silva mit 25 Runs die letzte verbliebene Spielerin, die einen größeren Beitrag leisten konnte. Beste Bowlerinnen für Pakistan waren Tuba Hassan mit 3 Wickets für 8 Runs und Anam Amin mit 3 Wickets für 21 Runs. Für Pakistan konnte sich Eröffnungs-Batterin Muneeba Ali zusammen mit der dritten Schlagfrau Iram Javed etablieren. Javed schied nach 18 Runs aus und wurde durch Kapitänin Bismah Maroof ersetzt. Ali verlor ebenfalls nach 18 Runs ihr Wicket, woraufhin Nida Dar zusammen mit Maroof eine Partnerschaft über 51 Runs erreichte. Maroof schied nach 28 Runs aus, während Dar die Vorgabe Sri Lankas nach 36* Runs einholen konnte. Beste sri-lankische Bowlerin war Oshadi Ranasinghe mit 2 Wickets für 20 Runs. Als Spielerin des Spiels wurde Tuba Hassan ausgezeichnet.

### Zweites WTwenty20 in Karachi
| 26. Mai Scorecard | Karachi | Sri Lanka 102-6 (20)           | – | Pakistan 104-3 (17.1) |
|                   |         | Pakistan gewinnt mit 7 Wickets |   |                       |

Sri Lanka gewann den Münzwurf und entschied sich, als Schlagmannschaft zu beginnen. Von den Eröffnungs-Batterinnen konnte sich zunächst Hasini Perera etablieren. Diese fand mit Nilakshi de Silva eine Partnerin, mit der sie zusammen 34 Runs erreichte. Nachdem Perera nach 35 Runs ausgeschieden war, konnte Harshitha Madavi an der Seite von de Silva 16 Runs erreichen. De Silva verlor dann im letzten Over ihr Wicket nach 16 Runs. Fünf Spielerinnen der pakistanischen Mannschaft erzielten jeweils ein Wicket. Für Pakistan konnte Muneeba Ali zunächst 17 Runs erreichen, bevor sich Kapitänin Bismah Maroof zusammen mit Ayesha Naseem eine Partnerschaft etablieren konnte. Zusammen konnten sie nach 70* Runs die Vorgabe einholen, wobei Naseem 45* Runs und Maroof 22* Runs erreichte. Die sri-lankischen Wickets erzielten Achini Kulasuriya, Oshadi Ranasinghe und Inoka Ranaweera. Als Spielerin des Spiels wurde Ayesha Naseem ausgezeichnet.

### Drittes WTwenty20 in Karachi
| 28. Mai Scorecard | Karachi | Sri Lanka 107-8 (20)           | – | Pakistan 108-6 (20) |
|                   |         | Pakistan gewinnt mit 4 Wickets |   |                     |

Sri Lanka gewann den Münzwurf und entschied sich, als Schlagmannschaft zu beginnen. Für Sri Lanka konnten sich die Eröffnungs-Batterinnen Hasini Perera und Chamari Athapaththu etablieren und eine Partnerschaft über 69 Runs aufbauen. Perera verlor nach 24 Runs ihr Wicket und ein Ball später Athapaththu nach 37 Runs. In der Folge verloren zahlreiche Spielerinnen früh ihr Wicket und erst die achte Schlagfrau Anushka Sanjeewani konnte mit 14* Runs wieder einen größeren Beitrag leisten. Die pakistanischen Wickets wurden durch Nida Dar, Kainat Imtiaz und Tuba Hassan erzielt. Für Pakistan gelang Muneeba Ali zunächst 25 Runs. Sie wurde gefolgt von Aliya Riaz mit 17 Runs und Nida Dar mit 14 Runs, bevor Kapitänin Bismah Maroof mit 15* Runs die Vorgabe einholen konnte. Beste sri-lankische Bowlerin war Oshadi Ranasinghe mit 3 Wickets für 18 Runs. Als Spielerin des Spiels wurde Bismah Maroof ausgezeichnet.

## Women’s One-Day Internationals

### Erstes WODI in Karachi
| 1. Juni Scorecard | Karachi | Sri Lanka 169 (47.5)        | – | Pakistan 170-2 (41.5) |
|                   |         | Pakistan gewinnt mit 8 Runs |   |                       |

Sri Lanka gewann den Münzwurf und entschied sich, als Schlagmannschaft zu beginnen. Von den sri-lankischen Eröffnungs-Batterinnen konnte die Kapitänin Chamari Athapaththu 25 Runs erzielen. Ihr folgte Prasadani Weerakkody, an deren Seite Nilakshi de Silva 16 Runs erreichte. Kurz darauf schied auch Weerakkody nach 30 Runs aus und wurde durch Kavisha Dilhari ersetzt, die mit ungeschlagenen 49* Runs die Vorgabe auf 170 Runs erhöhen konnte. Beste pakistanische Bowlerin war Ghulam Fatima mit 4 Wickets für 21 Runs. Nachdem Muneeba Ali nach 14 Runs ausgeschieden war, konnte Sidra Ameen zusammen mit Kapitänin Bismah Maroof eine Partnerschaft über 143 Runs erzielen. Ameen verlor nach einem Half-Century über 76 Runs ihr Wicket, während kurz darauf Maroof nach 62* Runs die Vorgabe einholte. Die sri-lankischen Wickets erzielten Achini Kulasuriya und Oshadi Ranasinghe. Als Spielerin des Spiels wurde Ghulam Fatima ausgezeichnet.

### Zweites WODI in Karachi
| 3. Juni Scorecard | Karachi | Pakistan 253-2 (50)          | – | Sri Lanka 180-9 (50) |
|                   |         | Pakistan gewinnt mit 73 Runs |   |                      |

Pakistan gewann den Münzwurf und entschied sich, als Schlagmannschaft zu beginnen. Für das Team konnten dann Eröffnungs-Batterinnen Muneeba Ali und Sidra Ameen eine Partnerschaft über 158 Runs erzielen. Ali verlor nach einem half-Century über 56 Runs ihr Wicket und wurde durch Kapitänin Bismah Maroof ersetzt. Ameen schied dann nach einem Century über 123 Runs aus 150 Bällen aus, während Maroof mit ungeschlagenen 26* Runs das Innings beendete. Die sri-lankischen Wickets wurden durch Oshadi Ranasinghe und Kavisha Dilhari erzielt. Für Sri Lanka erzielten die Eröffnungs-Batterinnen Hasini Perera 14 und Chamari Athapaththu 16 Runs. Hansima Karunaratne schied nach 27 Runs aus und wurde durch Harshitha Madavi gefolgt, an deren Seite zunächst Prasadani Weerakkody nach 20 Runs ausschied und Kavisha Dilhari 32 Runs erzielte. Madavi verlor nach 41 Runs ihr Wicket und Nilakshi de Silva war mit 17 Runs die letzte Spielerin, die einen größeren Beitrag leisten konnte, was jedoch nicht zum einholen der Vorgabe ausreichte. Beste pakistanische Bowlerin war Fatima Sana mit 4 Wickets für 26 Runs. Als Spielerin des Spiels wurde Sidra Ameen ausgezeichnet.

### Drittes WODI in Karachi
| 5. Juni Scorecard | Karachi | Pakistan | – | Sri Lanka |
|                   |         |          |   |           |

Sri Lanka gewann den Münzwurf und entschied sich, als Schlagmannschaft zu beginnen. Von den Eröffnungs-Batterinnen konnte sich zunächst Kapitänin Chamari Athapaththu etablieren. Zusammen mit der vierten Schlagfrau Harshitha Madavi erzielte sie eine Partnerschaft über 152 Runs, bevor sie nach einem Century über 101 Runs aus 85 Bällen ihr Wicket verlor. Ihr folgte Kavisha Dilhari mit der Madavi eine Partnerschaft über 60 Runs erreichte, bevor Madavi nach 75 Runs ausschied. Dilhari schied kurz darauf nach 28 Runs aus und in den verbliebenen Overn konnte Nilakshi de Silva noch 24* Runs hinzufügen, um die Vorgabe auf 261 Runs zu erhöhen. Beste pakistanische Bowlerinnen waren Anam Amin mit 2 Wickets für 43 Runs und Fatima Sana mit 2 Wickets für 51 Runs. Für Pakistan erzielten die Eröffnungs-Batterinnen Sidra Ameen 19 und Muneeba Ali 16 Runs, bevor sich eine Partnerschaft zwischen Omaima Sohail und Aliya Riaz etablierte. Diese reichte über 60 Runs, bevor Sohail ihr Wicket verlor. Von den verbliebenen Batterinnen konnte Fatima Sana noch 12 Runs erzielen, bevor Riaz nach einem half-Century über 56 Runs ausschied. Kurz darauf endete das Innings, ohne dass Pakistan in der Lage war, die Vorgabe einzuholen. Beste Bowlerinnen für Sri Lanka waren Chamari Athapaththu mit 2 Wickets für 20 Runs und Oshadi Ranasinghe mit 2 Wickets für 29 Runs. Als Spielerin des Spiels wurde Chamari Athapaththu ausgezeichnet.

## Auszeichnungen

### Player of the Series
Als Player of the Series wurden folgende Spielerinnen ausgezeichnet.
| Serie | Player of the Series |
| ----- | -------------------- |
| WODI  | Sidra Ameen          |
| WT20  | Tuba Hassan          |

### Player of the Match
Als Player of the Match wurden die folgenden Spielerinnen ausgezeichnet.
| Spiel   | Player of the Match |
| ------- | ------------------- |
| 1. WODI | Ghulam Fatima       |
| 2. WODI | Sidra Ameen         |
| 3. WODI | Chamari Athapaththu |
| 1. WT20 | Tuba Hassan         |
| 2. WT20 | Ayesha Naseem       |
| 3. WT20 | Bismah Maroof       |